# Saturnino (console 383)
Flavio Saturnino (latino: Flavius Saturninus; fl. 377-400) è stato un politico e militare romano di età imperiale.

## Biografia
Saturnino era probabilmente cristiano: è accertato che abbia ospitato un vescovo, che abbia donato un monastero e che sia stato brevemente in contatto con Gregorio Nazianzeno.
Durante il regno di Costanzo II fu un ufficiale dell'esercito; accolse Temistio quando il filosofo giunse per la prima volta a Costantinopoli, attorno al 350. Giunse al rango di cura palatii, ma nel 361 fu allontanato dall'incarico dal tribunale di Calcedonia, incaricato dal nuovo imperatore Giuliano di giudicare i funzionari di Costanzo II che si erano macchiati di abusi.
Riprese la carriera militare: è attestato come comes rei militaris nel 373. Nel 377/378 combatté contro i Goti; sopravvisse alla disfatta della battaglia di Adrianopoli.
In qualità di magister militum per Thracias, venne incaricato dall'imperatore Teodosio I di concertare una pace con i Goti: nell'ottobre 382 riuscì a stipulare un accordo in base al quale i Goti si sarebbero stanziati nel basso Danubio divenendo foederati. Questo accordo gli garantì il favore imperiale, tanto che ricevette il consolato per l'anno 383, e il 1º gennaio di quell'anno Temistio declamò un panegirico in suo onore.
Nel 388 era ancora a corte; nel 396, ormai molto vecchio, fu incaricato insieme a Procopio di giudicare Timasio, che condannò malgrado l'opposizione del collega.
Nel 400 serviva l'imperatore Arcadio in Oriente, quando il ribelle magister militum Gainas chiese all'imperatore di consegnargli Saturnino e Aureliano, per poi mandarli in esilio. Morì prima del 404.
Ardente cristiano, ricevette lettere da Gregorio Nazianzeno; la sua vedova Castricia fu un'avversaria di Giovanni Crisostomo. Aveva delle proprietà a Costantinopoli.